# يوهان غوتفريد والتر
يوهان غوتفريد والتر (بالألمانية: Johann Gottfried Walther)‏ هو عازف الأرغن وملحن ألماني، ولد في 18 سبتمبر 1684 في إرفورت في ألمانيا، وتوفي في 23 مارس 1748 في فايمار في ألمانيا.

## وصلات خارجية
- يوهان غوتفريد والثر على موقع الموسوعة البريطانية (الإنجليزية)
- يوهان غوتفريد والثر على موقع ميوزك برينز (الإنجليزية)